# Ахмед Бен Бела
Ахмед Бен Бела (на арабски أحمد بن بلة) е алжирски политик, първи министър-председател и президент на Алжир. Заради важната му роля за извоюване на независимостта и изграждане на държавната власт в Алжир е наричан от мнозина алжирци „баща на нацията“.

## До незвисимостта
По време на Втората световна война служи във френската армия. Поради своите убеждения за независимост на Алжир от Франция е арестуван.
Бяга в Египет, където основава Фронт за национално освобождение. През 1956 г. е арестуван от французите на борда на марокански самолет.

## Начело на Алжир
След края на Алжирската война и извоюване на независимостта на Алжир се завръща в родината си. През 1962 г. става първи министър-председател на независим Алжир, а през 1963 г. е избран (при отсъствие на друга кандидатура) за първи президент на страната. Налага социалистическа ориентация на Фронта за национално освобождение и на страната. През 1965 г. е свален от власт чрез военен преврат и сменен от Хуари Бумедиен.

## След преврата
През 1979 г. е освободен от затвора, поставен под домашен арест до 1980, после е в изгнание в Лозана, Швейцария. Завръща се в родината си през 1990 г.
Присъдено му е званието „Герой на Съветския съюз“ (30 април 1964). Получава либийската „Международна награда Кадафи по правата на човека“ и по-късно оглавява Международния комитет за присъждане на тази награда.
Въпреки някогашното му еднопартийно управление в последните си години защитава многопартийната демокрация в Алжир. В много свои декларации се обявява за умерен и миролюбив ислямист. На конференция (2003) в Кайро е избран за президент на Международната кампания против агресията в Ирак.
Ахмед Бен Бела почива на 11 април 2012 г., след лечение в болница поради дихателни проблеми.